# Tamarix jordanis
Tamarix jordanis är en tamariskväxtart som beskrevs av Pierre Edmond Boissier. Tamarix jordanis ingår i släktet tamarisker, och familjen tamariskväxter. Inga underarter finns listade.

## Bildgalleri

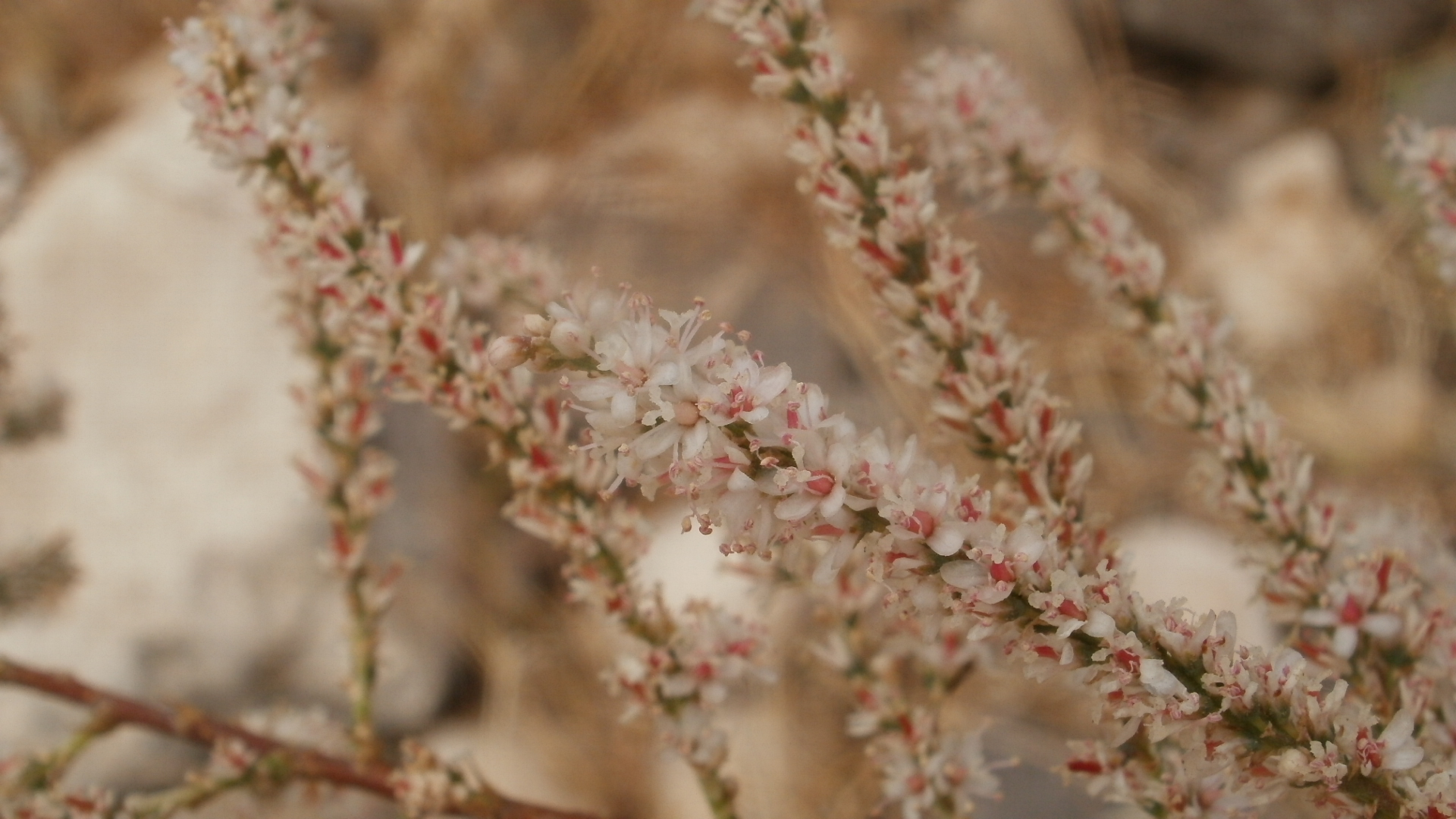